# Mammillaria albiflora
Mammillaria albiflora là một loài thực vật có hoa trong họ Cactaceae. Loài này được Backeb. mô tả khoa học đầu tiên.

## Hình ảnh

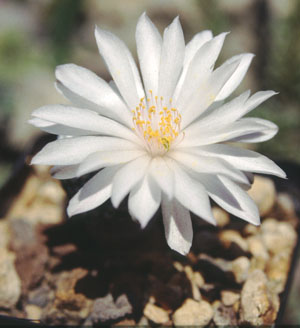
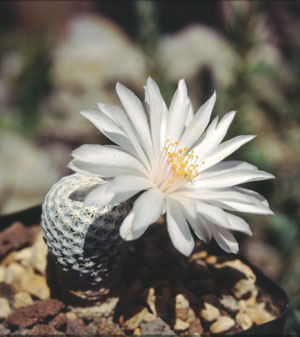